# Michael Kiske
Michael Kiske (Hamburg, 24. siječnja 1968.) njemački je pjevač, najpoznatiji po svome radu s power metal sastavom Helloween od 1986. do 1993. godine.

## Životopis
Prije ulaska u Helloween, Kiske je pjevao u sastavu III Prophecy u dobi od 17 godina. Sastav je snimio demo koji nikada nije bio komercijalno objavljen.
Još kao osamnaestogodišnjak Kiske je pozvan da se pridruži tada već svjetski uspješnom power metal sastavu Helloween, čiji je frontman u to vrijeme bio Kai Hansen. Hansen je imao poteškoća s istodobnim sviranjem i pjevanjem, pa je zaključio da je potrebno naći novog pjevača. Smatrali su da je mladost Michaela Kiskea prilično impresivna; on je, s druge strane, isprva odbio, da bi se kasnije predomislio. Michael Kiske pridružio se skupini 1987. i s njom snimio album Keeper of the Seven Keys, Part 1, koji se smatra jednim od najboljih albuma Helloweena i prekretnicom u stvaranju žanra power metala. Nakon toga objavili su i Keeper of the Seven Keys, Part 2, Pink Bubbles Go Ape te Chameleon. Posljednja dva albuma doživjela su komercijalnu propast i rezultirali su Kiskeovim odlaskom iz grupe.
Kiske je 1993. bio otpušten iz sastava, navodno zbog osobnih razloga; Michael Weikath tvrdio je da je suradnja s njim postala nemoguća. Kiskea su zamijenili Andijem Derisom, koji je ostao u Helloweenu poslije toga.
Kružile su glasine da će Kiske zamijeniti Brucea Dickinsona nakon njegovog odlaska iz Iron Maidena 1993., ali je to mjesto na kraju popunio Blaze Bayley.
Kiske je 16. kolovoza 1996., tri godine nakon odlaska iz Helloweena, objavio svoj prvi samostalni album Instant Clarity za japansku izdavačku kuću Victor. Na albumu su gostovali Kai Hansen iz Gamma Raya i Adrian Smith iz Iron Maidena. Glazbeni spot za baladu "Always", posvećenu preminulom bubnjaru Helloweena, Ingu Schwichtenbergu, bio je snimljen u New Yorku. Njegov drugi samostalni album, Readiness to Sacrifice, bio je objavljen u Koreji i Japanu 1999., a u Europi 2001. godine. Kiske opisuje glazbu na ova dva albuma kao pop glazbu, unatoč tome što se na njima nalaze pjesme različitih stilova.
Michael Kiske je 2001. pozvan da sudjeluje na projektu Tobiasa Sammeta Avantasia u ulozi Lugaida Vandroiya. On je na to pristao, ali pod uvjetom da se njegovo ime ne stavlja na omotnicu albuma, već da se stavi ime "Ernie". Tako je i učinjeno na prvom dijelu Metal Opere, ali ne i na drugom, na kome je njegovo ime pravilno napisano. U kasnijim intervjuima objasnio je da nije želio da ga ljudi još uvijek povezuju s heavy metalom.
Želeći ponovo stvarati rock glazbu 2003. je osnovao sastav SupaRed. Izdali su istoimeni album u siječnju 2003. Ovaj album ima moderan rock zvuk i strukturu pjesama, drugačiju i od njegovih solo albuma i od heavy metal zvuka Helloweena. Projekt je bio neuspješan i Kiske je raspustio sastav. 
Godine 2006. Michael Kiske izdaje svoj novi album pod imenom KISKE, koji je dobio slabe ocjene.
Planira dobiti ugovor s izdavačem i još uvijek sudjeluje u projektu Avantasia.

## Stil pjevanja
U usporedbi s Kaijem Hansenom, Kiske ima primjetno vibrantniji i snažniji glas. Po nekima Kiske je netipični "vrištač" heavy metala 1980-ih, istican zbog svoje sposobnosti dostizanja vrlo visokih tonaliteta (njegov glas rasprostire se u 4 oktave). Njegov stil načinio je primjetnu promjenu u odnosu na Hansena, što su neki fanovi i kritičari povezali s Geoffom Tateom ili s Bruceom Dickinsonom. Za neke ljubitelje Kiske je još uvijek njihov omiljeni pjevač, dok drugi više vole hrapaviji stil Kai Hansena ili Kiskeovog nasljednika Andija Derisa. Period Michaela Kiskea u Helloweenu pokazao se vrlo utjecajnim te ga mnogi pjevači navode kao uzor ili pokušavaju oponašati njegov pjevački stil.

## Diskografija

### Helloween
- Keeper of the Seven Keys, Part 1 (1987.)
- Keeper of the Seven Keys, Part 2 (1988.)
- Live in the UK (1989.)
- Pink Bubbles Go Ape (1991.)
- Chameleon (1993.)

### Michael Kiske
- Instant Clarity (1996.)
  - Always (singl) (1996.)
  - The Calling (1996.)
- Readiness to Sacrifice (1999.)
- Kiske (2006.)

### Avantasia
- The Metal Opera (2001.)
- The Metal Opera Part II (2002.)
  - Lost in Space Part II (singl) (2007.)
- The Scarecrow (2008.)

### SupaRed
- SupaRed (2003.)

### Place Vendome
- Place Vendome (2005.)

### Unisonic
- Unisonic (2012.)

### Gostovanja
- Gamma Ray - Land of the Free (1995.)
- Timo Tolkki - Hymn To Life (2002.)
- Masterplan - Masterplan (2003.)
- Aina - Days of Rising Doom (2004.)
- Thalion - Another Sun (2004.)
- Tribuzy - Execution (2005.)
- Edguy - Superheroes (singl) (2005.)
- Helloween -  Keeper of the Seven Keys - The Legacy (Samo raniji snimci) (2005.)
- Indigo Dying -  Indigo Dying (2007.)

## Vanjske poveznice
- Michael Kiske, Službene stranice
- Souls Alive - Unisonic Official Fanclub  Arhivirana inačica izvorne stranice od 18. srpnja 2013. (Wayback Machine)
- Where Wishes Fly - Klub obožavatelka Michaela Kiskea  Arhivirana inačica izvorne stranice od 5. srpnja 2008. (Wayback Machine)
- Michael Kiske's SupaRed, Službene stranice